# Mouroux
Mouroux ist eine französische Gemeinde mit 5869 Einwohnern (Stand: 1. Januar 2022) im Département Seine-et-Marne in der Region Île-de-France. Sie gehört zum Arrondissement Meaux und zum Kanton Coulommiers.
Die Einwohner werden Mourousiens genannt.

## Geographie
Mouroux liegt in der historischen Region Brie am Fluss Grand Morin.

### Nachbargemeinden
Umgeben ist Mouroux von den Gemeinden Giremoutiers im Norden, Aulnoy im Nordosten, Coulommiers im Osten, Beautheil-Saints im Süden, Saint-Augustin im Südwesten und Pommeuse im Westen.

## Bevölkerungsentwicklung
| Jahr      | 1962 | 1968 | 1975 | 1982 | 1990 | 1999 | 2006 | 2011 |
| Einwohner | 1841 | 1829 | 2246 | 2834 | 3594 | 4201 | 4609 | 4997 |

## Sehenswürdigkeiten
- Kirche Saint-Rémi aus dem 13. Jahrhundert mit Umbauten aus dem 16. und 19. Jahrhundert

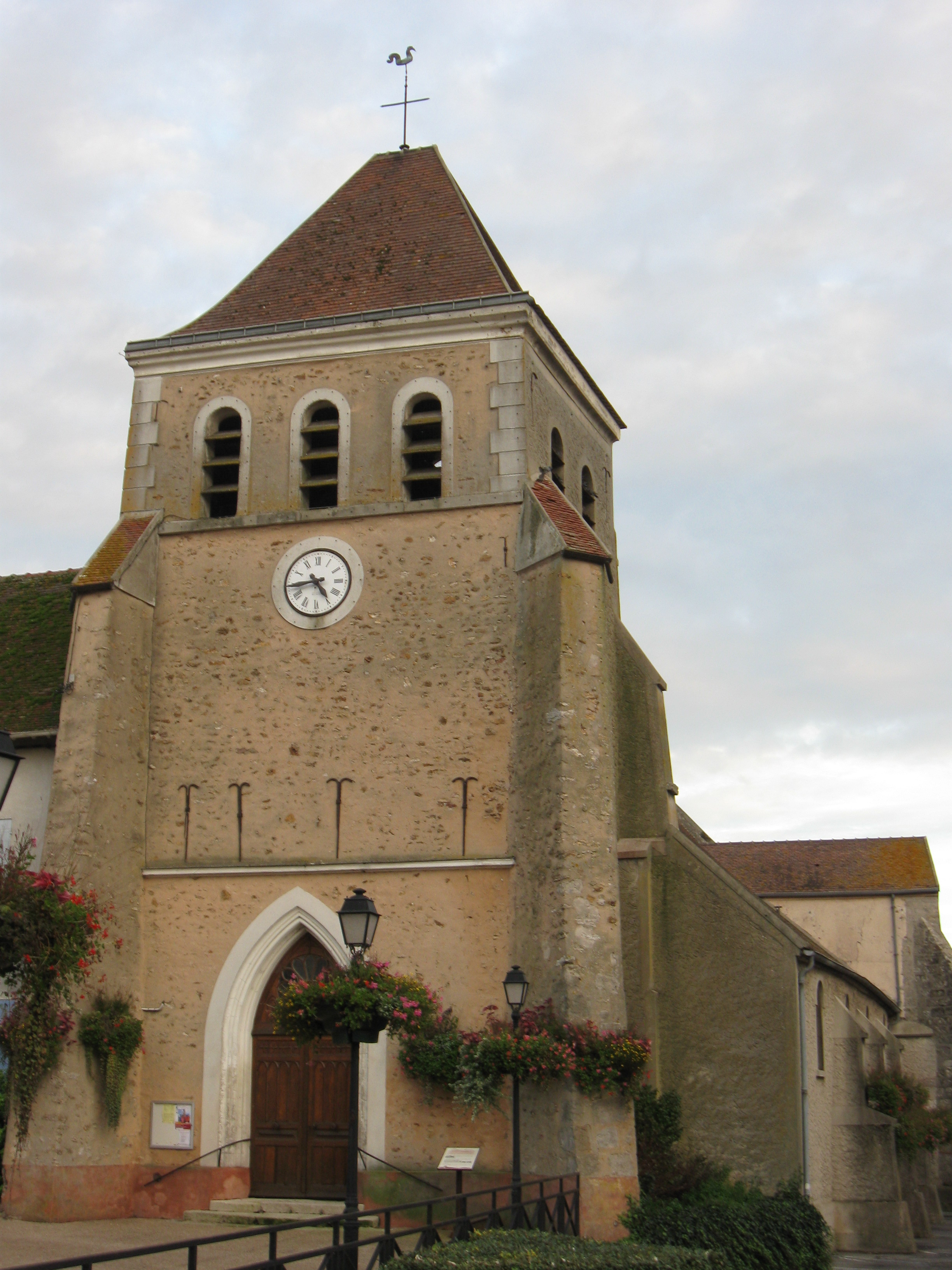
Kirche Saint-Rémi